# Olesicampe kincaidi
Olesicampe kincaidi är en stekelart som först beskrevs av Davis 1898.  Olesicampe kincaidi ingår i släktet Olesicampe och familjen brokparasitsteklar. Inga underarter finns listade i Catalogue of Life.